# Arian Kabashi
Arian Kabashi, född 14 mars 1997, är en svensk fotbollsspelare som spelar för Utsiktens BK.

## Karriär
Efter att ha inlett karriären i Hestrafors IF anslöt Kabashi till IF Elfsborg som 14-åring. Efter sitt sista juniorår skrev han på ett lärlingskontrakt med Elfsborg inför säsongen 2017.
Tävlingsdebuten kom i Svenska cupen den 26 februari 2017, då IF Elfsborg besegrade Ytterhogdals IK med 3-0 och Arian Kabashi bytte av Jesper Karlsson i den 64:e matchminuten. Efter att även ha noterats för sitt första seniormål, i cupmötet med Falkenbergs FF, belönades Kabashi med ett fullfjädrat seniorkontrakt vid säsongens slut. Säsongen 2018 kom så den allsvenska debuten. Redan i den andra omgången fick Kabashi göra sitt första framträdande i högsta serien, då han byttes in med halvtimmen kvar i 0–1-förlusten mot Kalmar FF.
I januari 2019 lånades Kabashi ut till Gais på ett sexmånaders låneavtal. I december 2019 lånades han ut till Dalkurd FF på ett låneavtal över säsongen 2020. I januari 2021 värvades Kabashi av Dalkurd FF, där han skrev på ett tvåårskontrakt. I augusti 2022 värvades Kabashi av Helsingborgs IF, där han skrev på ett 3,5-årskontrakt. Efter säsongen 2024 kom Kabashi och Helsingborgs IF överens om att avsluta kontraktet.
I februari 2025 värvades Kabashi av Utsiktens BK, där han skrev på ett tvåårskontrakt.

## Personligt
Förutom Sverige har Arian Kabashi även möjlighet att representera Albanien och Kosovo. Hösten 2016 öppnade anfallaren upp för att representera Kosovo i framtiden. Kort därpå, i januari 2017, blev han uttagen till ett U21-landslagsläger med Albanien.

## Karriärstatistik
| Klubb              | Säsong             | Liga               | Liga    | Liga | Svenska cupen | Svenska cupen | Övrigt  | Övrigt | Totalt  | Totalt |
| Klubb              | Säsong             | Division           | Matcher | Mål  | Matcher       | Mål           | Matcher | Mål    | Matcher | Mål    |
| ------------------ | ------------------ | ------------------ | ------- | ---- | ------------- | ------------- | ------- | ------ | ------- | ------ |
| IF Elfsborg        | 2017               | Allsvenskan        | 0       | 0    | 3             | 1             | —       | —      | 3       | 1      |
| IF Elfsborg        | 2018               | Allsvenskan        | 5       | 0    | 1             | 1             | —       | —      | 6       | 1      |
| IF Elfsborg        | 2019               | Allsvenskan        | 0       | 0    | 1             | 0             | —       | —      | 1       | 0      |
| IF Elfsborg        | Totalt             | Totalt             | 5       | 0    | 5             | 2             | —       | —      | 10      | 2      |
| Gais (lån)         | 2019               | Superettan         | 12      | 1    | 2             | 0             | —       | —      | 14      | 1      |
| Dalkurd FF (lån)   | 2020               | Superettan         | 24      | 3    | 4             | 1             | —       | —      | 28      | 4      |
| Dalkurd FF         | 2021               | Ettan Norra        | 24      | 6    | 3             | 0             | 2       | 0      | 29      | 6      |
| Dalkurd FF         | 2022               | Superettan         | 16      | 5    | 0             | 0             | —       | —      | 16      | 5      |
| Dalkurd FF         | Totalt             | Totalt             | 40      | 11   | 3             | 0             | 2       | 0      | 45      | 11     |
| Helsingborgs IF    | 2022               | Allsvenskan        | 14      | 1    | 1             | 0             | —       | —      | 15      | 1      |
| Helsingborgs IF    | 2023               | Superettan         | 0       | 0    | 2             | 0             | —       | —      | 2       | 0      |
| Helsingborgs IF    | 2024               | Superettan         | 16      | 0    | 2             | 0             | —       | —      | 18      | 0      |
| Helsingborgs IF    | Totalt             | Totalt             | 30      | 1    | 5             | 0             | —       | —      | 35      | 1      |
| Utsiktens BK       | 2025               | Superettan         | 2       | 0    | 3             | 1             | —       | —      | 5       | 1      |
| Totalt i karriären | Totalt i karriären | Totalt i karriären | 113     | 16   | 22            | 4             | 2       | 0      | 137     | 20     |

1. ↑  Uppflyttningskvalmatcher mot GAIS.[15][16]